# Телеченко, Яков Платонович
Яков Платонович Телеченко (12 мая 1913, Пономарёвка, область Войска Донского — 27 апреля 1973, Боковская, Ростовская область) — участник Великой Отечественной войны, командир танка Т-34 11-й гвардейской отдельной танковой бригады, гвардии старший лейтенант. Герой Советского Союза.

## Биография
Родился 29 апреля (12 мая) 1913 года в крестьянской семье на хуторе Пономаревка Донецкого округа области Войска Донского, ныне село Земцовского сельского поселения Боковского района Ростовской области. Русский.
Окончил 7 классов школы.
Служил в Красной Армии в 1932–1935 годах  на Тихоокеанском флоте, был шофёром. По возвращении домой работал трактористом в совхозе «Красная заря».
Участник Великой Отечественной войны с июня 1941 года, был направлен в Харьковское танковое училище. Окончил Сталинградское военное танковое училище в 1943 году.
С 1943 года член ВКП(б).
Командир танка Т-34 11-й гвардейской отдельной танковой бригады (2-я танковая армия, 2-й Украинский фронт) гвардии младший лейтенант Я. П. Телеченко в составе танкового взвода 5 марта 1944 года, уничтожив по пути вражеский заслон, прорвался в тыл противника в районе посёлка Буки (Маньковский район Черкасской области Украины) и разведал его систему обороны. Внезапной атакой взвод захватил мост через реку и удерживал его до подхода основных сил бригады. Своими действиями танкисты способствовали переправе стрелковых подразделений.
10 марта 1944 года его танк первым ворвался в город Умань (Черкасская область). Когда противник попытался закрепиться в районе железнодорожного вокзала, в разведку послали танк Телеченко. Воспользовавшись темнотой, он проехал по мосту на другую сторону реки Уманка и замаскировался. Затем по радиосвязи передал разведывательные данные. При подходе основных сил атаковал приготовившиеся к переправе вражеские войска. Подбил в бою 2 танка противника, уничтожил 5 орудий, 65 автомашин и много гитлеровцев.
Указом Президиума Верховного Совета СССР от 13 сентября 1944 года за мужество, отвагу и героизм, проявленные в борьбе с немецко-фашистскими захватчиками, гвардии младшему лейтенанту Телеченко Якову Платоновичу присвоено звание Героя Советского Союза с вручением ордена Ленина и медали «Золотая Звезда» (№ 4562).
С 1946 года в запасе в звании старшего лейтенанта. Вернулся на родину, работал директором районного управления пищепрома.
Яков Платонович Телеченко умер 27 апреля 1973 года в станице Боковской Боковского района Ростовской области, похоронен в станице Боковской.

## Награды
- Герой Советского Союза, 13 сентября 1944 года[3][4][5][6]
  - Орден Ленина
  - Медаль «Золотая Звезда» (№ 4562)
- Орден Красного Знамени, 23 марта 1944 года[7]
- Орден Отечественной войны 1-й степени, 21 августа 1944 года[8]
- Орден Отечественной войны 2-й степени
- медали.
- Почётное звание «Почётный гражданин Боковского района», 31 августа 2017 года

## Память
- Его именем названы улица и школа в станице Боковской. В станице установлен бюст героя.